# Lili Byvanck-Quarles van Ufford
Hortense Anne Louise Elisabeth (Lili) Byvanck - Quarles van Ufford (Arnhem, 7 oktober 1907 - Leiden, 24 november 2002) was een Nederlandse klassieke archeologe.
Tijdens haar studie klassieke letteren aan de Rijksuniversiteit Leiden raakte Quarles van Ufford onder invloed van de colleges van de bekende Leidse archeoloog prof. dr. A.W. Byvanck (1884-1970), haar latere echtgenoot, geïnteresseerd in de klassieke archeologie. In 1940 promoveerde zij tot doctor op een dissertatie getiteld Les terres-cuites siciliennes. Une étude sur l'art sicilien entre 550 et 450. Byvanck-Quarles van Ufford was jarenlang de drijvende kracht achter het gerenommeerde Bulletin Antieke Beschaving (BABesch), waarin zij zelf geregeld publiceerde. 
Lili Byvanck-Quarles van Ufford bleef nog tot op zeer hoge leeftijd wetenschappelijk actief. Zij wordt beschouwd als een van de belangrijkste Nederlandse archeologen.